# شکریه سلطان
خدیجه شکریه سلطان (به ترکی استانبولی: Hatice Şükriye Sultan) ( ترکی عثمانی: خدیجه شکریه سلطان)‎ ''خانم محترم''  و ''سپاسگزار" ؛ ۲۴ فوریه ۱۹۰۶ – ۱ آوریل۱۹۷۲) شاهزاده خانم عثمانی، دختر ولیعهد شاهزاده یوسف عزالدین، پسر سلطان عبدالعزیز یکم و لمان خانم بود.

## زندگی‌نامه
شکریه سلطان در ۲۴ فوریه ۱۹۰۶  در ویلای پدرش در چاملی‌جا متولد شد. پدرش شاهزاده یوسف عزالدین و مادرش لمان خانم بودند.
او فرزند دوم و بزرگترین دختر پدرش و بزرگترین فرزند مادرش بود. او دو خواهر و برادر کوچکتر داشت، برادری به نام شاهزاده محمد نظام‌الدین که دو سال از او کوچکتر بود و خواهری به نام مهربان مهری‌شاه سلطان که ده سال از او کوچکتر بود. پدرش در ۱ فوریه ۱۹۱۶، زمانی که او ده سال داشت، خودکشی کرد. او نوه عبدالحمید و دُرّنِو خانم بود.

### ازدواج اول
شکریه سلطان با پسر عموی دوم خود، شاهزاده محمد شرف‌الدین، پسر شاهزاده سلیم سلیمان و نوه سلطان عبدالمجید یکم، ازدواج کرد. مراسم عروسی در ۱۴ نوامبر ۱۹۲۳ در ویلای نشان‌تاشی برگزار شد. پس از تبعید خاندان سلطنتی در مارس ۱۹۲۴، شکریه و همسرش به پاریس مهاجرت کرده و تا سال ۱۹۲۵ در آنجا زندگی کردند، سپس به مصر رفتند، جایی که خواهرش مهری‌شاه سلطان و جاویدان خانم، همسر دوم پدرش، به آنها ملحق شدند. پس از آن به بیروت نقل مکان کردند، که در همان‌جا در سال ۱۹۲۷ از همسرش جدا شد.

### ازدواج دوم
در ۴ سپتامبر ۱۹۳۵، او در قاهره، مصر با احمد الجابر الصباح ازدواج کرد. آنها در سال ۱۹۳۷ از هم جدا شدند.
در ۱۰ فوریه ۱۹۳۸ او با مدحت بیگ، پسر زیور پاشا، نامزد کرد. با این حال، این ازدواج انجام نشد. در سال ۱۹۴۴ هنگامی که شورا خانوادگی، شاهزاده احمد نیهاد را به‌عنوان رئیس خانواده انتخاب کرد، او از شاهزاده عمر فاروق پشتیبانی کرد.

### ازدواج سوم
در آوریل ۱۹۴۹  او با محمد شفیق ضیا (۱۸۹۴-۱۹۸۰)یک شهروند آمریکایی با تبار ترک قبرسی، ازدواج کرد.
در سال ۱۹۵۲ او، شوهرش و خواهرش پس از لغو قانون تبعید شاهزاده خانم‌ها به استانبول بازگشتند. در آنجا او در ویلای چاملی‌جا ساکن شد..

## مرگ
شکریه سلطان در ۱ آوریل ۱۹۷۲ در سن شصت و شش سالگی درگذشت و در آرامگاه جد بزرگش سلطان محمود دوم، در دیوان‌یولو، استانبول به خاک سپرده شد. 
همسرش محمد شفیق پس از آن با نسلی‌شاه سلطان، دختر شاهزاده محمد عبدالقادر ازدواج کرد.